# 洞爺駅
洞爺駅（とうやえき）は、北海道虻田郡洞爺湖町旭町にある北海道旅客鉄道（JR北海道）室蘭本線の駅である。駅番号はH41。事務管理コードは▲130304。

## 概要
洞爺湖町の代表駅で国道37号沿いにある。「洞爺」の名はアイヌ語の「トー」（湖）と「ヤ」（岸）に由来する。旧駅名（虻田駅）の「虻田」は当駅の所在している地名より。地名はアイヌ語の「アブタ、ペッ」（魚鉤を作った川）に由来すると言われているが、別説もある。

### 利用可能な優等列車
函館駅 - 札幌駅間運転の特急「北斗」（2号を除く）が停車する。

## 歴史

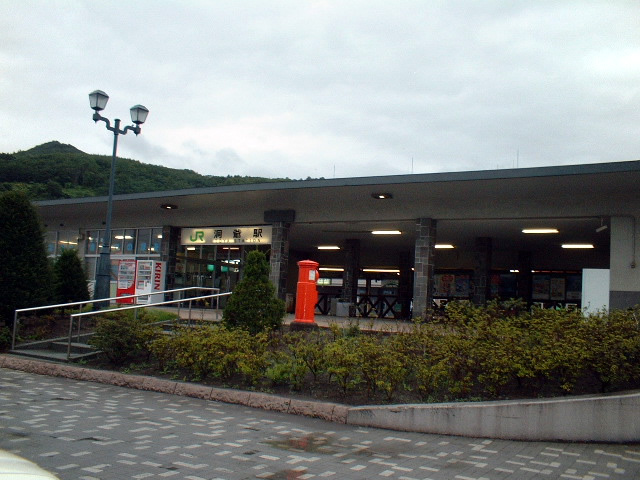
かつての駅舎（2003年9月）

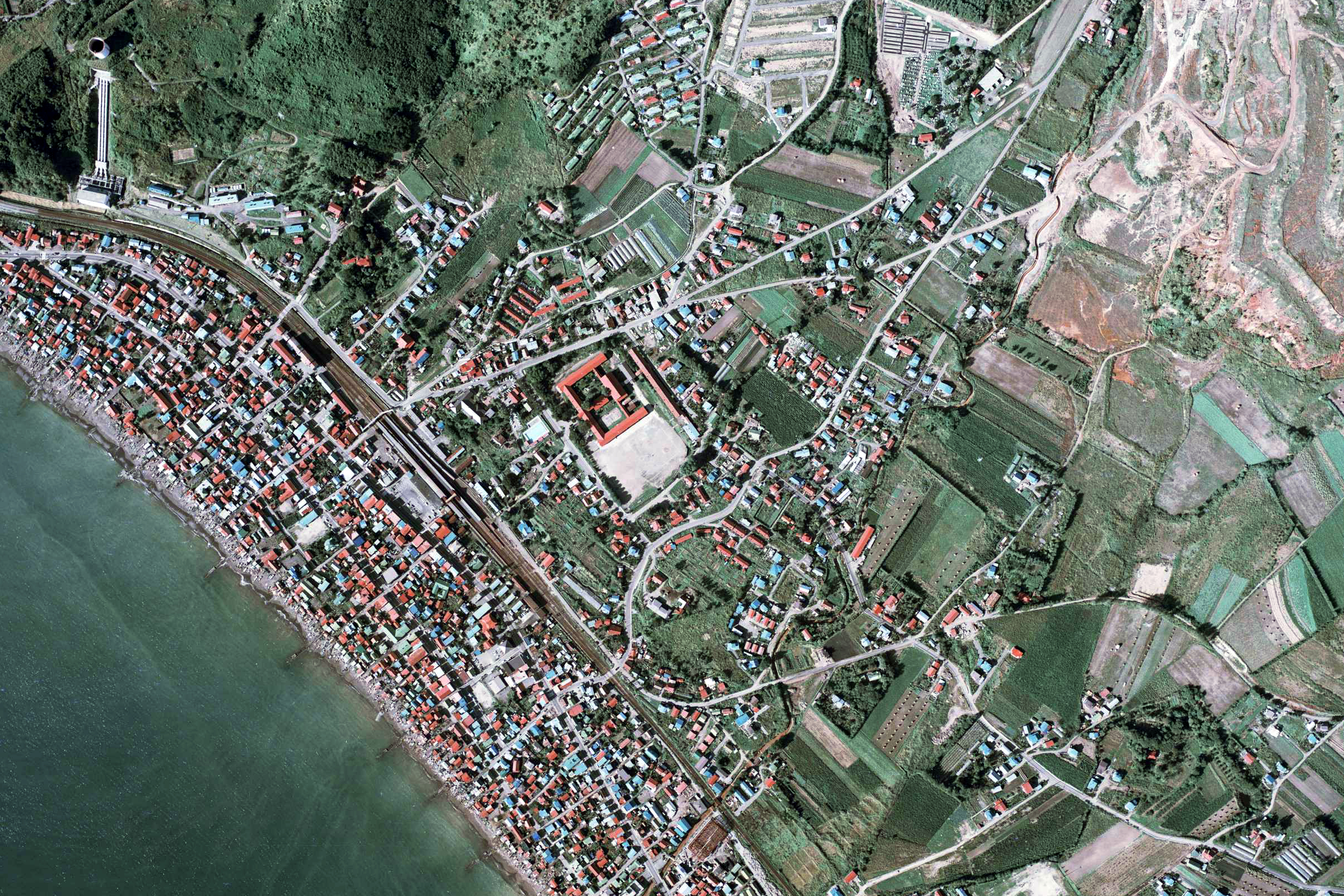
1976年の洞爺駅と周囲約1.5×1km範囲。右が東室蘭方面で、当駅から有珠駅まで単線区間。駅裏（山側）の東室蘭側に、本線脇を併走した後に踏切から写真右へ向かってカーブを切り、波を描く様に敷かれた洞爺湖電気鉄道の軌道跡が道路に転用されて残っている。

- 1928年（昭和3年）9月10日：国有鉄道長輪線の静狩駅 - 伊達紋別駅間開通に伴い、虻田駅（あぶたえき）として開業[1]。一般駅[1]。
- 1929年（昭和4年）1月23日：洞爺湖近くの湖畔駅まで洞爺湖電気鉄道線が開通。
- 1931年（昭和6年）4月1日：長輪線を室蘭本線に編入、それに伴い同線の駅となる。
- 1941年（昭和16年）5月29日：洞爺湖電気鉄道線が廃止。
- 1949年（昭和24年）6月1日：日本国有鉄道法施行に伴い、日本国有鉄道（国鉄）が継承。
- 1954年（昭和29年）8月9日：昭和天皇、香淳皇后が洞爺湖に行幸啓。大沼駅発 - 虻田駅着のお召し列車が運転[7]。
- 1962年（昭和37年）11月1日：洞爺駅（とうやえき）と改称[1]。
- 1970年（昭和45年）6月30日：室蘭本線の豊浦駅 - 当駅間が複線化。
- 1980年（昭和55年）5月15日：貨物取扱い廃止[1]。
- 1985年（昭和60年）3月14日：荷物取扱い廃止[1]。
- 1987年（昭和62年）4月1日：国鉄分割民営化に伴い、北海道旅客鉄道（JR北海道）が継承[1]。
- 2006年（平成18年）2月：駅舎改築し、地域交流センター併設。
- 2007年（平成19年）10月1日：駅ナンバリングを実施[8]。
- 2014年（平成26年）8月30日：特急「北斗」・「スーパー北斗」全列車が停車するようになる[9]。
- 2016年（平成28年）3月26日：特急「スーパー北斗」2号が再び通過するようになる。
- 2021年（令和3年）8月7日：エレベーターの使用を開始[10]。

## 駅構造
単式ホーム・島式ホーム複合型の2面3線を有する地上駅。互いのホームは東室蘭方面の跨線橋で連絡している。2021年（令和3年）8月7日より、跨線橋内にて、エレベーターの使用が開始された。ほかに1番線側（駅舎側）に長万部方面から分岐した側線を1本（1983年（昭和58年）時点では2本）、3番線の外側にも長万部方面から分岐した側線を1本（1983年（昭和58年）時点では2本）有していた。
のりばは駅舎側から1、2、3番線で、2番線は当駅折り返し列車や貨物列車の待避などに使われる。大阪行きの臨時寝台特急「トワイライトエクスプレス」運行当時は、自列車由来の大幅な遅延が無い限り2番のりばに停車して客扱いを行い、函館行きの特急「北斗12号」を待避していた。
駅舎は線路の西側（東室蘭方面に向かって右側）に位置し、単式ホームに接している。直営駅でみどりの窓口、話せる券売機を設置している。ジェイアール北海道レンタリース洞爺営業所（駅レンタカー）がある。また、洞爺駅交流センターが併設されているほか、自由通路（町道洞爺駅跨線橋通線）で洞爺湖町役場と直結している。
管理駅でもあり、当駅と隣の豊浦駅を管理下においている。
第34回主要国首脳会議（北海道洞爺湖サミット）開催に伴ってLCD発車標・駅自動放送を導入した。

### のりば
| 番線 | 路線      | 方向 | 行先             |
| ---- | --------- | ---- | ---------------- |
| 1    | ■室蘭本線 | 上り | 長万部・函館方面 |
| 2・3 | ■室蘭本線 | 下り | 室蘭・苫小牧方面 |

（出典：JR北海道:駅の情報検索）
- 当駅始発は2番線を使用

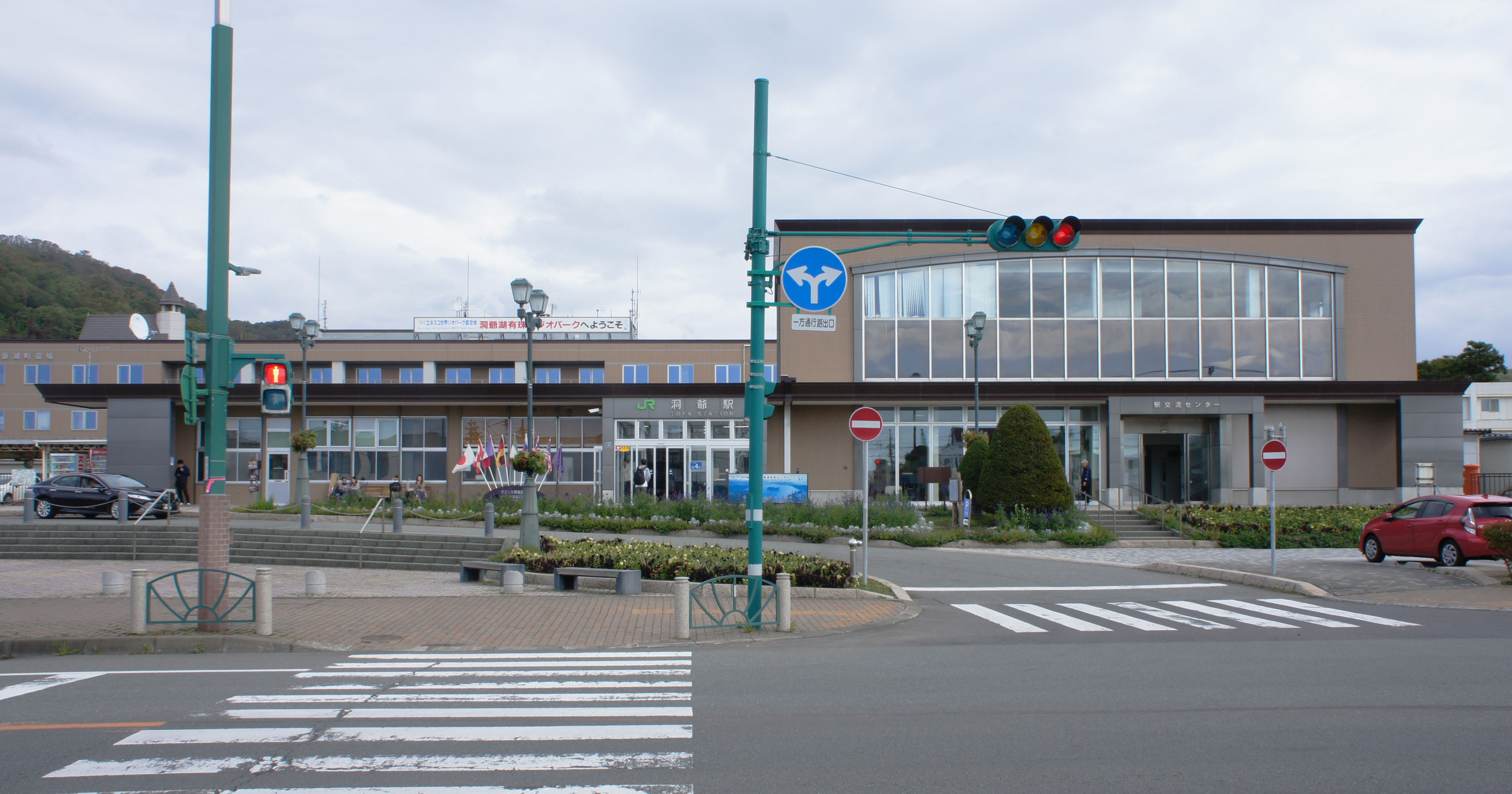
駅舎全景（2018年10月）
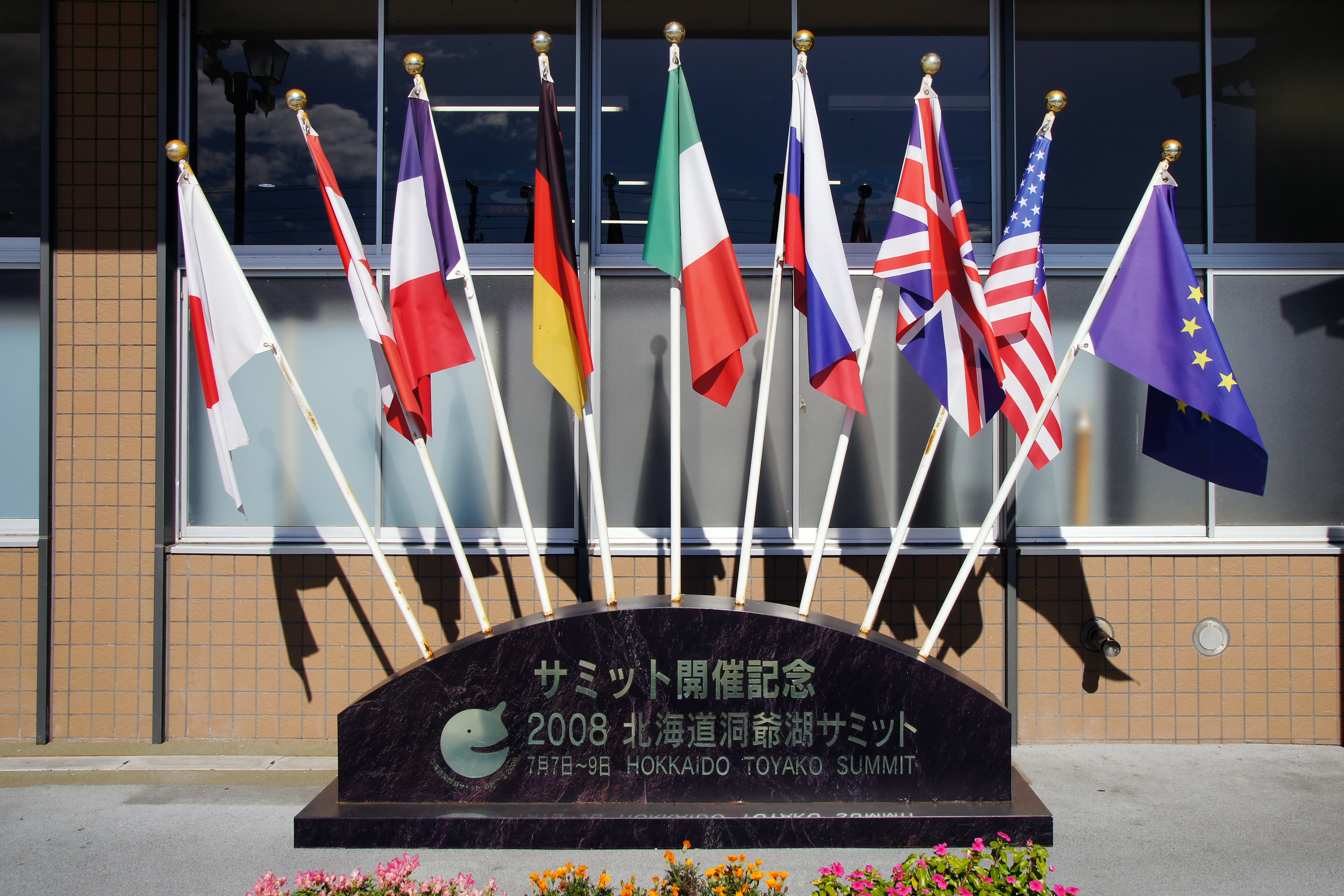
駅舎前にある洞爺湖サミットの記念碑（2013年9月）
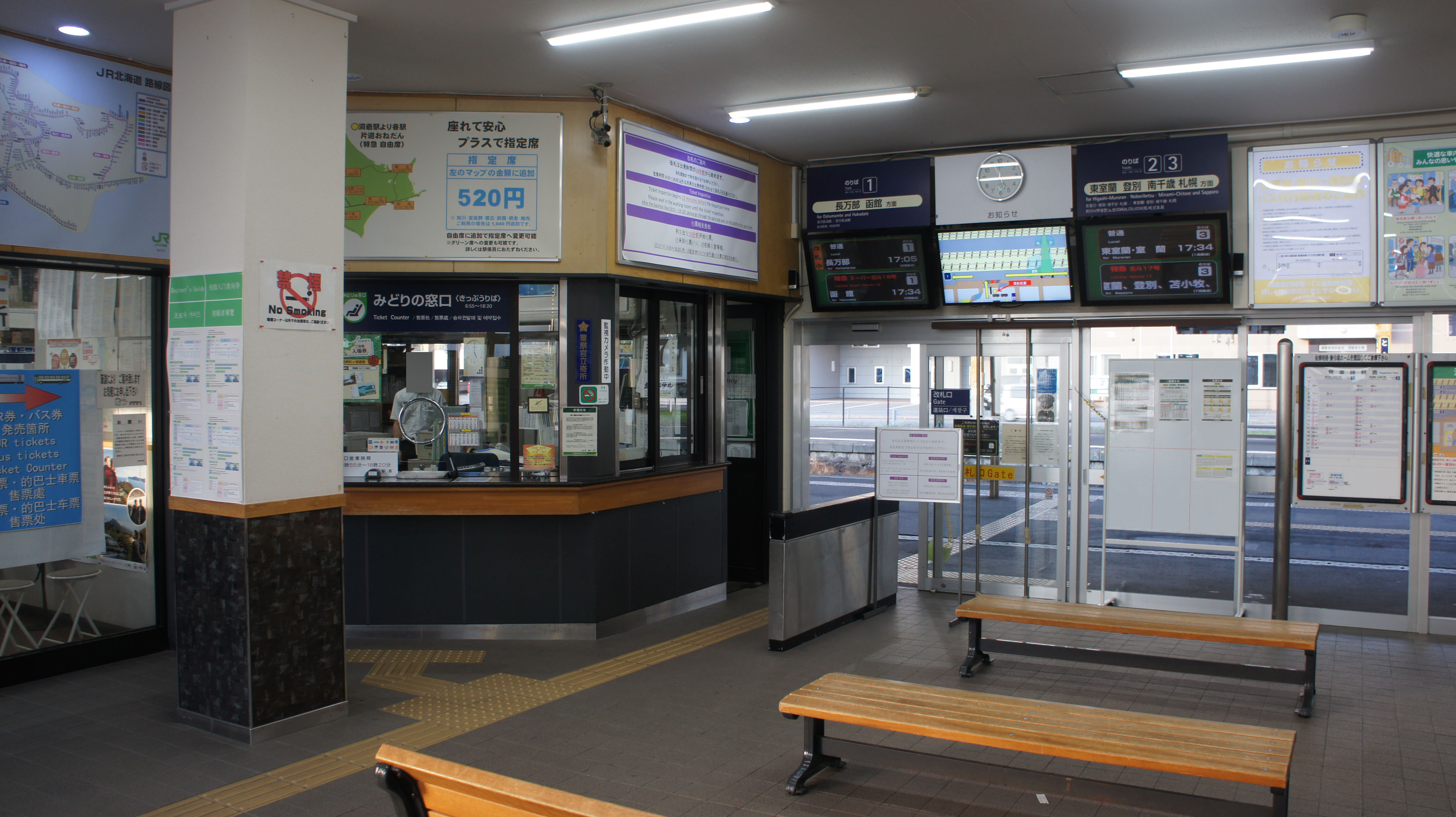
改札口（2017年9月）
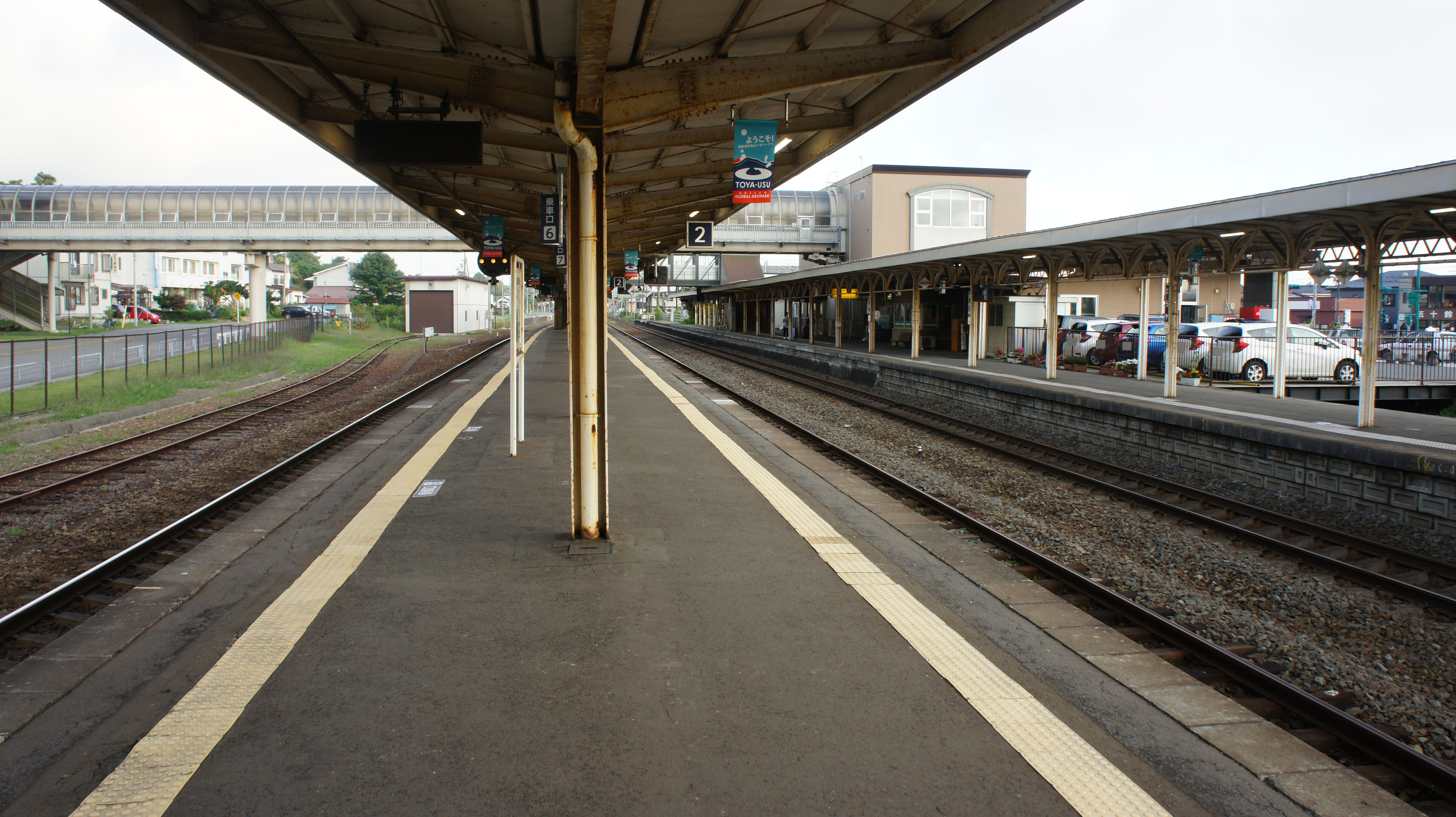
ホーム（2017年9月）
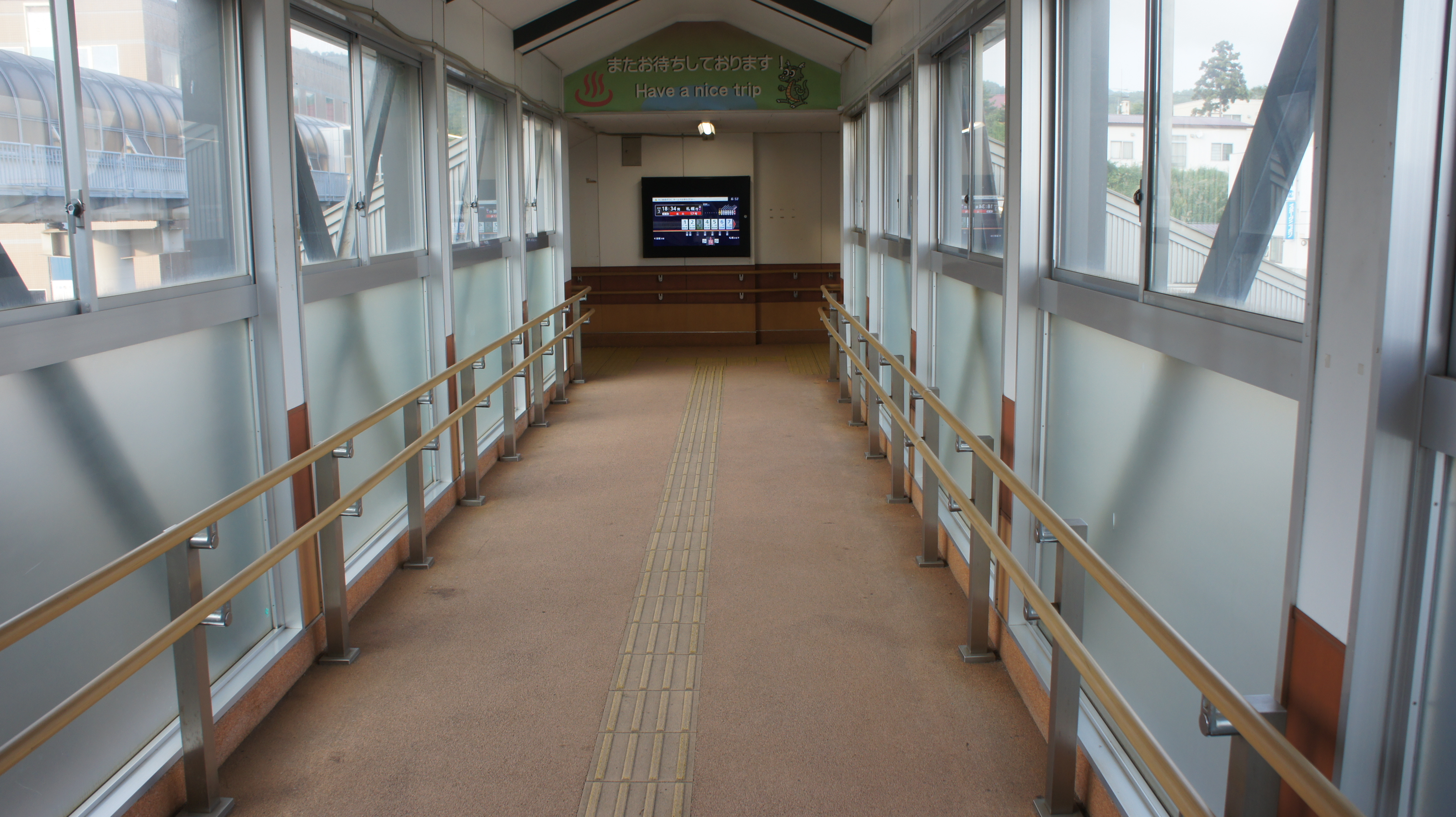
跨線橋内（2017年9月）
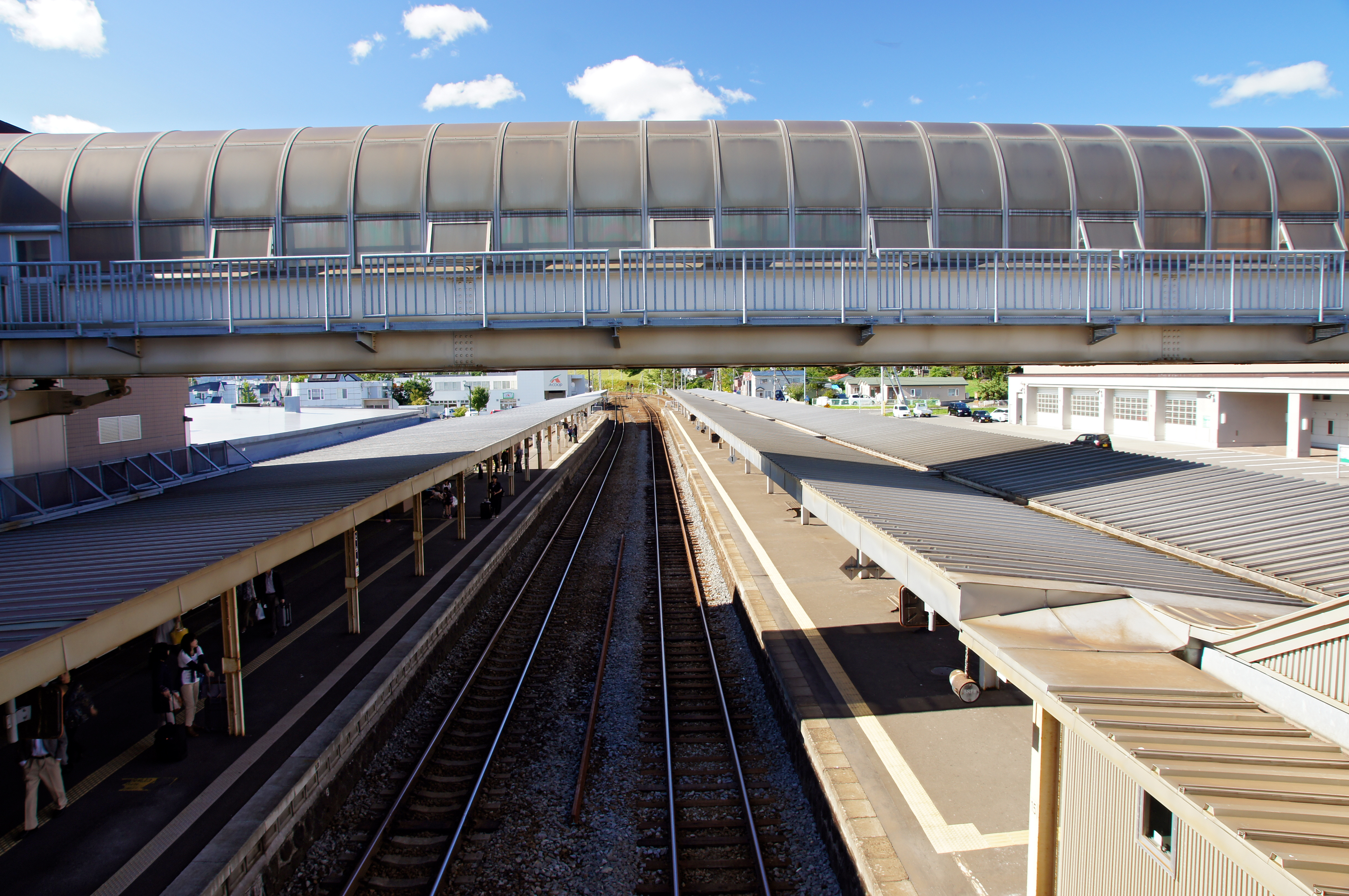
自由通路外観（2013年9月）
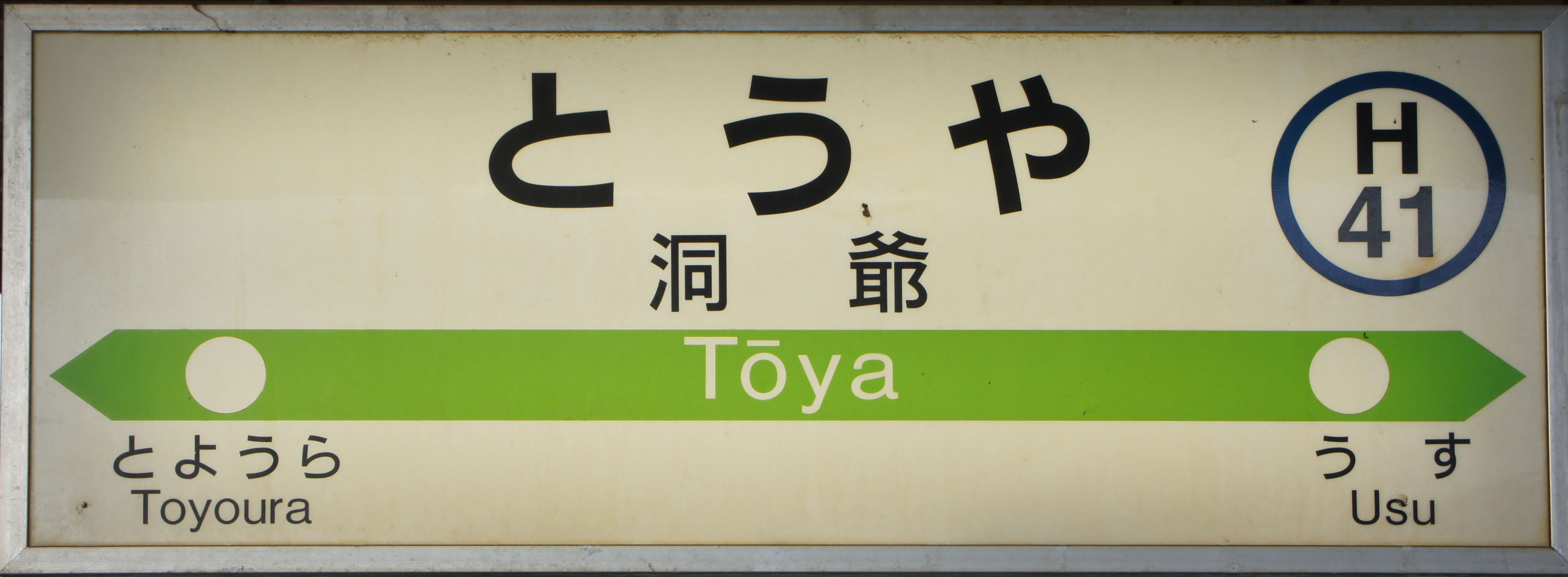
駅名標（2017年9月）

## 利用状況
- 1981年度（昭和56年度）の1日乗降客数は967人[11]。
- 1992年度（平成4年度）の1日乗降客数は1,590人[5]。
- 2009年度（平成21年度）の1日乗車客数（降車客含まず）は290人。

1日の平均乗降人員は以下の通りである。
| 乗降人員推移 | 乗降人員推移 |
| 年度         | 1日平均人数  |
| ------------ | ------------ |
| 2011         | 558          |
| 2012         | 556          |
| 2013         | 478          |
| 2014         | 488          |
| 2015         | 564          |
| 2016         | 598          |
| 2017         | 570          |
| 2018         | 582          |

## 駅弁
主な駅弁は下記の通り。
- 鮭いくらめし
- 洞爺のホッキめし
- 特製かにめし
- ほたてめし
- あっぶた丼とうや

## 駅周辺
洞爺湖町（旧虻田町）の中心市街地に位置する。また、洞爺湖周辺観光の最寄駅である。道央自動車道虻田洞爺湖ICからも近い。
- 北海道銀行洞爺支店 - 2022年11月に北海道銀行洞爺支店は伊達信用金庫虻田支店内に移転して共同窓口が設置される[17]。
- 伊達信用金庫虻田支店
- とうや湖農業協同組合（JAとうや湖）虻田支所
  - Aマートとうや湖店
- 洞爺湖町役場
- 西胆振行政事務組合伊達消防署洞爺湖支署
- 虻田郵便局
- 北海道社会事業協会洞爺病院（洞爺協会病院）
- 北海道虻田高等学校
- 入江・高砂貝塚館

## バス路線
駅前に道南バス「洞爺駅前」停留所があり、以下の各方面の路線が発着する。
- 洞爺湖温泉、東町 方面
- 伊達駅前、室蘭港フェリーターミナル 方面
- 札幌駅前 方面
- ふる里総合福祉館、豊浦しおさい前 方面

## 隣の駅
北海道旅客鉄道（JR北海道）
■室蘭本線

豊浦駅 (H42) - 洞爺駅 (H41) - （北入江信号場） - 有珠駅 (H40)

### かつて存在した路線
洞爺湖電気鉄道
洞爺湖電気鉄道線
虻田駅 - 見晴駅
- 当鉄道は専用のホームを有していた。